# St. Ägidius (Cospeda)

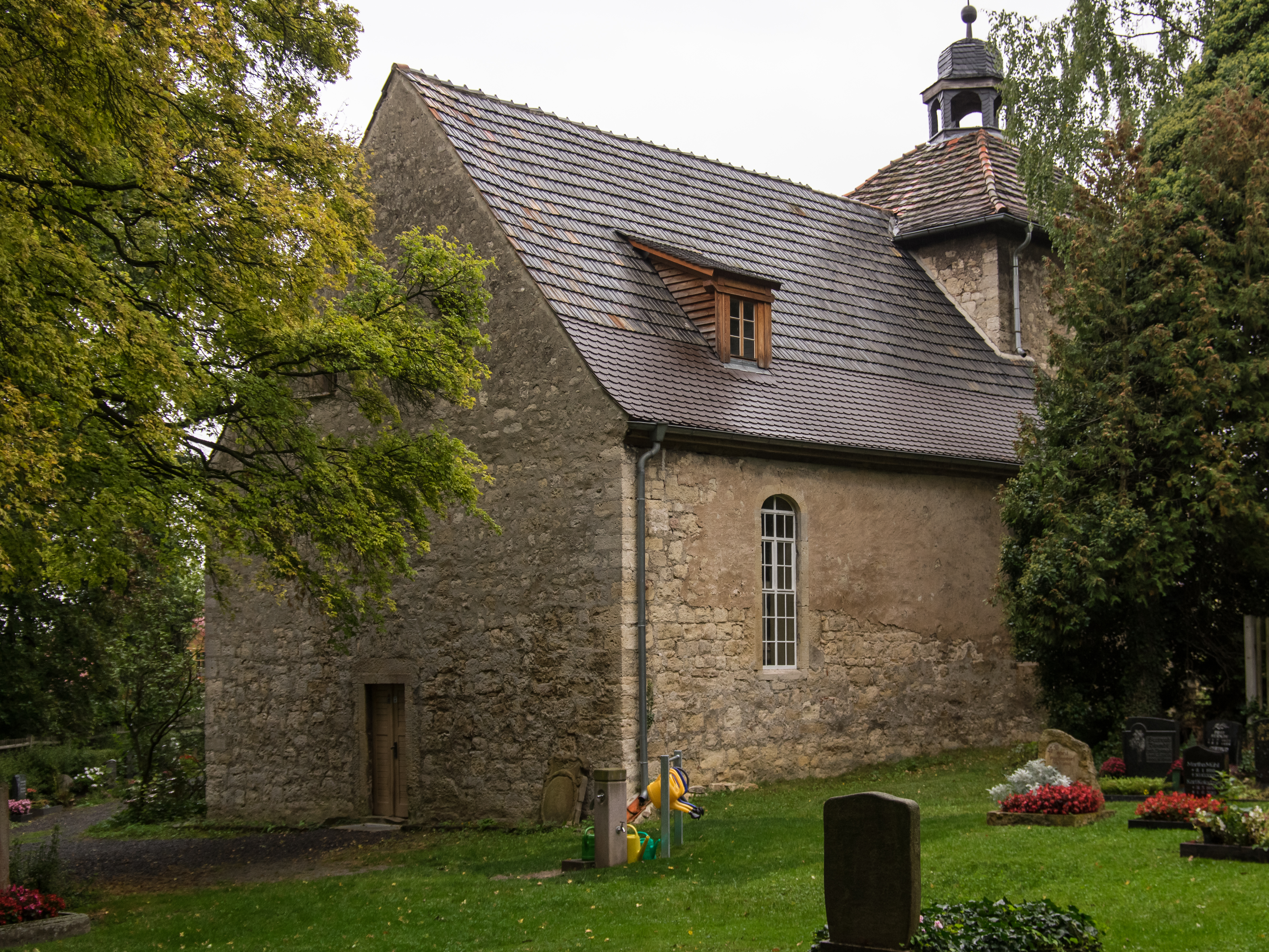
Kirche Cospeda (2016)

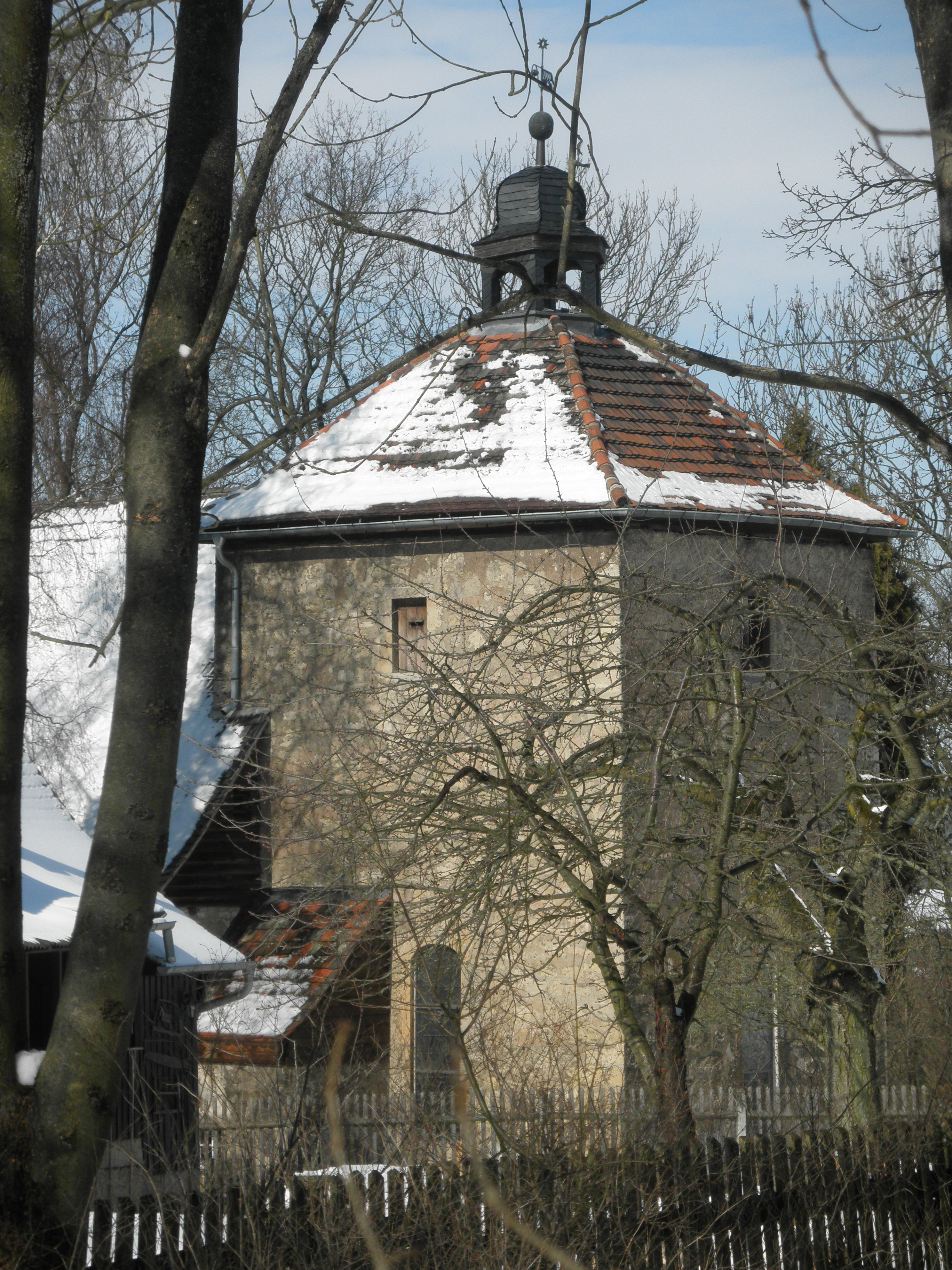
Cospeda Kirchturm Cospeda (2013)

Die Dorfkirche Cospeda – offizieller Name St. Ägidius – steht im Ortsteil Cospeda der Stadt Jena in Thüringen. Die Kirche gehört zum Kirchenkreis Jena.

## Lage
Die Dorfkirche befindet sich am südwestlichen Rand des Dorfes und wird von einem Friedhof umgeben. Das Neubaugebiet schließt nördlich am Ortsrand an und besitzt somit eine gute Verbindung zu den kirchlichen Stätten.

## Geschichte
Der Ort Cospeda war Adelssitz derer von Cossibode und wurde 1359 an das Zisterzienserinnenkloster nach Jena verkauft und somit wohl auch das Gotteshaus. Die Kirche wurde mit dem Patrozinium St. Ägidius versehen.

## Architektur
Diese evangelische Pfarrkirche ist ein einschiffiger Kirchenbau. Er hat im Osten einen rechteckigen Chorabschluss. Der Baubeginn ist im 12. Jahrhundert nachgewiesen. Reste des romanischen Vorgängerbaus sind vom Chordreieck das Gewölbe und der halbkreisförmige Triumphbogen zwischen Chor und Langhaus. Diese Bauteile wurden 1699 in den Kirchenbau einbezogen. Mauerfunde bezeugen dies. Der niedere Kirchturm über dem Chor stammt aus dieser Zeit. Heute besitzt er ein Dach mit Laterne.

## Kirchenraum
Das Langhaus und der Chor besitzen Rundbogenfenster. Dreiseitige Emporen füllen den Raum. Die Decke ist aus Holzbalken und Brettern. Der Chor ist kreuzgrat gewölbt. Das Gewölbe und der Altar stammen aus der Erbauungszeit. Die Kanzel stammt aus dem Jahr 1688.

## Orgel
Im Jahr 1906 schuf die Orgelfirma Eifert & Müller dort ihr Opus 144, die Orgel mit 10 Registern hat zwei Manuale und Pedal. Sie wurde von 2013 bis 2015 von der Nachfolge-Orgelfirma Orgelbau Schönefeld aus Stadtilm restauriert. Dabei wurde der Orgelprospekt rekonstruiert, dessen Zinnpfeifen 1917 für Rüstungszwecke abgegeben werden mussten.
Disposition
- Hauptwerk C–f³: Principal 8′, Gamba 8′, Hohlflöte 8′, Octave 4′, Mixtur 3fach 2 2/3'
- Hinterwerk C–f³: Salicional 8′, Liebl. Gedakt 8′, Fl. dolce 4′
- Pedal C–d′: Subbass 16′, Octavenbass 8′
- Besonderheiten: Manualkoppel, Pedalkoppel, Calcant & Windablass, Fußtritt Piano, Fußtritt Forte, mechanische Kegellade
- Stimmton: 438 Hz bei 15 °C, gleichstufig[1]

## Geläut
Ursprünglich gab es ein Geläut mit drei Kirchenglocken, zwei – die große und die kleine – mussten im Ersten Weltkrieg zum Einschmelzen für Kriegszwecke abgegeben werden. Die mittlere stammt aus dem Jahr 1450.
Eine neue Glocke wurde zum Thüringentag am 10. Juni 2017 beim Schaugießen auf Apoldas Melanchthonplatz von Glockengießer Willing aus Gräfenhain gegossen. Die Glocke wurde am 31. Oktober 2017 zum 500. Reformationsjubiläum geschmückt durch Cospeda gefahren und nach dem Festgottesdienst in den Turm gehoben. Beide Glocken werden von einem Läutewerk funkuhrgesteuert geläutet.
Auf der neuen Glocke gibt es die Inschrift VERLEIH UNS FRIEDEN GNÄDIGLICH HERR GOTT IN UNSEREN ZEITEN, auf ihrer Rückseite trägt sie einen Hinweis auf die im Jahr 1917 zerschlagenen Glocken, die als sogenannte Metallspende im Ersten Weltkrieg abgegeben werden mussten.